# Tetraonyx albipilosa
Tetraonyx albipilosa är en skalbaggsart som beskrevs av Van Dyke 1929. Tetraonyx albipilosa ingår i släktet Tetraonyx och familjen oljebaggar. Inga underarter finns listade i Catalogue of Life.